# Radiohead
A Radiohead angol alternatív rockzenekar Abingdonból, Oxford megyéből. Az együttest Thom Yorke (ének, ritmusgitár, ütősök), Jonny Greenwood (szólógitár, billentyűsök, egyéb hangszerek), Ed O'Brien (gitár, háttérvokál), Colin Greenwood (basszusgitár) és Phil Selway (dobok, ütősök) alkotja.
Első kislemezük Creep címmel 1992-ben jelent meg. A dal a kezdetekben nem volt túl sikeres, de néhány hónappal később az első albumuk a Pablo Honey (1993) megjelenése után világsláger lett. A Radiohead népszerűsége tovább nőtt az Egyesült Királyságban a második albumuk The Bends (1995) kiadásával. Az együttes gitárhangzása és Yorke falzett éneklés módja meleg fogadtatásra talált mind a kritikusok mind a rajongók körében. A Radiohead harmadik albuma az OK Computer (1997), segítségével nemzetközileg is befutottak lettek. A modern elidegenedés kiterjedt hangzása és témái miatt az OK Computerre gyakran hivatkoznak mint a 90'-es évek egyik mérföldkövére.
Kid A (2000) és az Amnesiac (2001) lemezük során észrevehető változás történt az együttes zenei stílusában. Radiohead magába foglalta a kísérletezős elektronikus zenét, post-punk és jazz behatásokkal, ami megosztotta a kritikusokat és a rajongókat egyaránt, de továbbra is népszerű maradt. A Hail to the Thief (2003) egyfajta keveréke lett a gitár, az elektronikus hangszerek és a szöveg inspirálta zenének, ami az együttes utolsó albuma volt az EMI kiadónál. A Radiohead maga jelentette meg a hetedik albumukat In Rainbows (2007) címmel, digitálisan letölthető formában, amiért mindenki annyi pénzt fizethetett amennyit akart. Később megjelent az üzletekben is és kritikai és slágerlistás sikereket is elért. A nyolcadik albumuk, a The King of Limbs (2011) középpontjában a ritmus áll, mely során főleg a loop és a sampling technikákkal kísérleteztek. Kilencedik albumuk, az A Moon Shaped Pool (2016), melyben fontos szerepet kapott Jonny Greenwood nagyzenekari hangszerelése. A Radiohead körülbelül 30 millió albumot adott el 2008-ig.
A Rolling Stone magazin szerint a Radiohead benne minden idők száz legjobb előadói között, az újság olvasói pedig a második legjobb előadónak szavazták meg a 2000-es évekből. Az újság Minden idők 500 legjobb albuma listáján öt Radiohead album is szerepel. A Mercury Prize történetében pedig a legtöbb jelöléssel (5-tel) rendelkezik. 2019-ben az együttest beiktatták a Rock and Roll Hall of Fame-be.

## Tagok
- Thomas Edward Yorke (1968. október 7.) – ének, gitár, zongora
- Colin Charles Greenwood (1969. június 26.) – basszusgitár, vonósok
- Philip James Selway (1967. május 23.) – ütőhangszerek
- Edward John O'Brien (1968. április 15.) – ritmusgitár, ütősök, háttérének
- Jonathan Richard Guy Greenwood (1971. november 5.) – szólógitár, billentyűsök, brácsa, harangjáték, xilofon, Ondes Martenot, bendzsó, szájharmonika, dobok, hangeffektek, hangszerelés

## Történet

### Formáció és korai évek (1985-1991)
A Radiohead tagjai az Abingdon School fiúiskola, felvételije alatt találkoztak. Thom Yorke és Colin Greenwood évfolyamtársak voltak, Ed O'Brien és Phil Selway egy évvel idősebbek voltak Jonny Greenwood pedig egy évvel fiatalabb, mint Yorke. 1985-ben On a Friday néven együttest alapítottak ami utalás volt az iskola zenetermében tartott rendszeres próbáikra. Az első fellépésüket 1986-ban az oxfordi Jericho Tavernben tartották. Greenwood eredetileg mint billentyűs csatlakozott az együtteshez, de hamarosan ő lett a szólógitáros.
Habár Yorke, O'Brien, Selway és Collin Greenwood elment Abingdonból 1987-ben egyetemre, az együttes folytatta a próbákat hétvégén és hétköznapokon egyaránt. 1991-ben, amikor Jonny kivételével mindannyian lediplomáztak, az On a Friday újraalakult és demókat vettek fel Manic Hedgehog néven és élő fellépéseket tartottak Oxfordban. Oxford megyében és Themes Valley-ben aktív indie élet folyt a késő 80'-as években, de ez elsősorban shoegazing együttesek köré szerveződött, mint a Ride vagy a Slowdie; az On a Friday sosem simult bele a trendbe, ezt úgy kommentálták, hogy kihagyták azt az időszakot mikor visszatértek az egyetemről.
Mindazonáltal, mint On a Friday számos élő fellépésük volt és a kiadók és a producerek érdeklődését is felkeltették. Chris Hufford a Slowdive producere és az Oxford's Courtyard Studios társtulajdonosa leszervezett egy korai On a Friday koncertet a Jericho Tavernbe. A zenekar nagy benyomást tett rájuk ezért ő és társa Bryce Edge készítettek egy demó felvételt és az On a Friday menedzserei lettek; a mai napig azok maradtak. Colin Greenwood és az EMI reprezentatív Keith Wozencroft lemezbolti találkozását követően, ahol Greenwood dolgozott, az együttes aláírt egy hat albumos lemezszerződést a kiadóval 1991-ben. Az EMI kérésére az együttes megváltoztatta a nevét Radioheadre, amit a Talking Heads, True Stories albumán szereplő egyik dal ihletett.

### Pablo Honey, The Bends és a korai sikerek (1992-1995)
Drill, a Radiohead debütáló kislemezét Hufford-dal és Edge-dzsel vették fel a Courtyard Studios-ban 1992 márciusában. Slágerlistás teljesítménye gyenge volt, és következésképpen az együttes felvette Paul Kolderie-t és Sean Slade-t – akik az amerikai Pixies-zel és Dinosaur Jr. együttesekkel dolgoztak korábban – hogy segítsenek elkészíteni a debüt albumukat, amit gyorsan fel is vettek egy oxfordi stúdióban 1992-ben, amin szintén szerepelt a Creep is.
A Creep című dalt, Thom az Exeter Egyetem Lemon Grove ("Lemmy") nevű Student Union Hall mosdójában írt meg. A világhírű mosdót Radiohead rajongók százai látogatják meg hetente. A "What the hell am I doing here, I don't belong here" sort minden Exeter University diák érti, hiszen Exeterbe azok a kiváló képességű diákok mentek tanulni, akiket Oxford vagy Cambridge visszautasított a felvételin. Egy Oxbridge visszautasítás után mindenki creep-nek érzi magát. A mosdó és a "Lemmy" annyira híres Angliában, hogy a Radiohead kedvelő új zenekarok zarándokhelyévé vált és minden héten fellép egy híres zenekar.
Radiohead lassan felhívta magára a brit zenei sajtó figyelmét is, habár nem osztotta mindegyik a pozitív véleményt. Az NME úgy jellemezte őket, mint "egy rock együttes gyáva kifogása" és a dalt nem is játszották a BBC Radio 1-en mivel úgy gondolták, hogy az "túl depresszív". Az együttes 1993 februárjában indította útjára első albumukat. Stílusában néhol hasonlított a korai 90'-es években népszerű grunge zenéhez – úgy is jellemezték őket mint "Nirvana-lite" – ennek ellenére a Pablo Honey nem jutott előrébb a 22. helynél és a kislemezeik a "Stop Whispering" és az "Anyone Can Play Guitar" sem arattak túl nagy sikert. Az egyszeri "Pop Is Dead" kislemez is hasonlóan gyengén szerepelt.
Habár a "Creep" nem várt népszerűségre tett szert a világon Izraeltől San Franciscó-i egyetemi rádióállomásokig. Akkoriban kezdte meg a Radiohead az első Egyesült Államokbeli turnéjukat 1993 elején, a "Creep"-hez készült klip rendszeresen előfordult az MTV zenei csatornán. A szám egészen a második helyig jutott a US modern rock listáján, majd hetedik lett a brit kislemezes listán miután később újra kiadták. A Radiohead majdnem felbomlott a népszerűség miatti nyomás következtében, ahogy a Pablo Honey népszerűsítési turnéját kitolták két évre. Az együttes tagjai úgy írták le a turné nehézségeit hogy "mindig ugyanazokat a dalokat játszottuk amit két évvel azelőtt vettünk fel... mintha egy időörvénybe kerültünk volna" miközben azon áhítoztak már, hogy az új dalokon dolgozhassanak.
Az amerikai turné után a Radiohead elkezdett dolgozni a második albumukon, felvéve az Abbey Road stúdió régi motorosát John Leckie-t producerként. A feszültség nagy volt, ahogy az együttest körülvette a "Creep" sikere és következő album iránti fokozott elvárás. Az együttes kereste a környezetváltozást és Ausztrálázsiába és a Távol-Keletre ment turnézni, annak reményében, hogy így csökken a rájuk nehezedő nyomás. De ismét visszaköszöntött saját népszerűségük, Yorke kiábrándult a "szexi, szemtelen, MTV féle kirakat életstílus"-ból, amit a világ felé mutatott. Az 1994-es "My Iron Lung" című néhány dalt tartalmazó EP és az ugyanezen címmel megjelent kislemez, volt a Radiohead reakciója, az átmenet a jóval mélyebb második albumuk felé. A kislemezt főleg az underground rádióállomások játszották; az eladások jobbak lettek a vártnál, létrehozva az együttes egy hűséges rajongói bázisát. A turnén újabb dalokat írtak, majd 1994-ben befejezték a második albumuk felvételeit és kiadták azt "The Bends" címmel 1995 márciusában.
Miközben a britpop szcénán kívülről úgy tűnt, hogy a Radiohead uralja a média figyelmét, végre sikeresek lettek a hazájukban is a The Bends-zel. Az albumot a sok riff és könnyed atmoszféra jellemezte, köszönhetően az együttes három gitárosának, illetve a billentyűs hangszereknek is nagyobb teret engedtek. Az olyan kislemezek mint a "Fake Plastic Trees" a "High and Dry", "Just" és a "Street Spirit (Fade Out)" sikereket ért el az angol listákon. A "Street Spirit (Fade Out)" dalukkal bekerültek az első ötbe, akkor először. 1995 közepén, a Radiohead az R.E.M.-mel turnézott, ez egyik olyan együttessel akik hatással voltak rájuk illetve az akkori egy legnagyobb rockegyüttessel a világon. Az egyik fellépésükön Michael Stipe azt mondta, hogy "A Radiohead annyira jó, hogy engem is megijeszt." Ilyen rajongók, illetve az általuk generált zsongás segített növelni a Radiohead népszerűségét Egyesült Királyságon kívül is. Jonny Greenwood úgy nyilatkozott "A fordulópont azt hiszem, kilenc vagy tizenkét hónappal a The Bends megjelenése után jött el és kezdett feltűnni az emberek választásában az év végén. Ekkor kezdtük úgy érezni, hogy jó döntést hoztunk mikor az együttest megalapítottuk." A kritikusi visszhangok és a növekvő rajongói bázis sem volt elegendő, hogy a Radiohead megismételje az a fajta népszerűséget, amit a "Creep"-pel elértek Anglián kívül. Mindemellett az album 88. helye az amerikai listákon az együttes legalacsonyabb helyezése maradt.

### OK Computer és kritikai elismerés (1995-1998)
1997-ben adták ki Nigel Godrich producerrel felvett világhíres, minden fontosabb (és kevésbé fontosabb) zenei magazin toplistáján szereplő OK Computer c. albumukat, amely Grammy-díjat is hozott az együttesnek (Best Alternative Album) a hírnév mellett. A lemezről kimásolt három kislemezdal egyikének, a Karma Police-nak klipjében egy magyar színész, Kovács Lajos is szerepel. Thom ezen az albumon kezdett el komolyabban foglalkozni politikai és társadalmi kérdésekkel (lásd: Electioneering). Az albumot az Airbag: How am I Driving és a No Surprises: Running from Demons c. EP-k követtek. A lemez olyan együttesekre gyakorolt közvetlen és nagy hatást, mint a Coldplay, a Travis, a Keane, a Muse (és még több tíz alternatív rock együttesre is persze).
Az OK Computer-t a WAN2 magyar zenei magazin 2002-ben összeállított "Minden idők 100 legjobb albuma" listáján az ötödiknek választotta, olyan albumokat megelőzve, mint a Closer (Joy Division), Who's Next (The Who), vagy Automatic for the People (R.E.M.).

### Kid A, Amnesiac, avagy gyökeres hangzásbeli változás (1998-2002)
Ezt követően az együttes hosszú ideig koncertkörúton volt, de az élet nem állt meg. 1999 tavaszán stúdióba vonultak, hogy felvegyék az art-rock jegyeket magán hordozó, experimentális jellegű Kid A-t (2000), mely tulajdonképpen új korszakot nyitott a zenekar munkásságában. Szintén Grammy-díjjal jutalmazták ezt a kísérletezést (Best Alternative Album). Szintén a világ egyik legjobb albumaként tartják nyilván. Külön érdekesség, hogy több országban hamar „bearanyozódott” a lemez annak ellenére, hogy kislemezdalt nem másoltak ki róla. Ez azért is ügyes fogás volt, mert így tulajdonképpen a szélesebb közönség sokkal könnyebben tudta befogadni a szintén experimentális Amnesiac-et (2001).

### Hail to the Thief
2003-ban – szintén hosszú ideig tartó koncertezést követően – adták ki a Hail to the Thief nevű anyagot, mely sajnos a megjelenés előtt jó néhány héttel "unmastered" formában felkerült a különböző internetes megosztási pontokra. Az album egyesíti a The Bends és OK Computer (pszichedelikus) gitár-rock hangzását a Kid A és Amnesiac kísérletezésével.
Az album címe egyesek szerint egy Bush-ellenes köszönést elevenít fel, az együttes szerint viszont sokkal tágabban kell értelmezni. (Többek közt az 1888-as amerikai választások során is használták.)
Szintén 2003-ban látott napvilágot Johnny Greenwood első szólómunkája is, amely hűen tükrözi, hogy melyik együttesben zenél a zseniális gitáros. A Bodysong c. album egyébként egy ismeretterjesztő jellegű filmhez készült.

### A Hail to the Thief után
Thom Yorke 2006 júliusában (természetesen az együttes beleegyezésével) saját neve alatt lemezt adott ki The Eraser címmel, melynek hangzását a puritán gitár-zongora használat és a masszív (helyenként absztrakt) elektronika határoz meg. A lemezt szintén Nigel Godrich-csel rögzítette a frontember, csakúgy mint az OK Computer óta minden lemezt. Grammy-díjra is jelölték a lemezt (Best Electronic Album), de sajnos nem nyert. Hozzá kell tenni még, hogy az énekes nem szereti, ha szólólemeznek titulálják anyagát, csupán arról van szó, hogy az utóbbi pár évben volt néhány ötlete, amely nem passzolt az (akkori) Radiohead-hangzáshoz.

Ezen kívül Thom még egy EP-t is kiadott, amely elsősorban a Japán piacra készült, de hazánkban is beszerezhető. A Spitting Feathers EP tartalmazza a Harrowdown Hill c. kislemezdal videóját, valamint 5 B-oldalas számot.
A Hail to the Thief-fel az együttes lemezszerződése az EMI-jal lejárt, sokáig nem lehetett tudni, hogy hol adják ki 2007-re esedékes új lemezüket, melyről már néhány számcím kiszivárgott, néhány számot már játszottak élőben (például 15 Step – Sziget Fesztivál), és néhány szám dalszövegét maga Thom rakta fel az internetre.

Az idei év elején megjelent Jonny Greenwood válogatásalbuma, mely főleg reggae dalokat tartalmaz, a címe pedig: 'Jonny Greenwood is the Controller'. Olyan előadók számai hallhatók a 17 számos lemezen, mint a Heptones, Desmond Dekker, a The Scientists vagy Lee „Scratch” Perry.

### In Rainbows
2007 a Radiohead rajongók számára a várakozás utolsó pillanatait jelentette. Négy év után ugyanis erre az esztendőre ígérte az együttes soron következő stúdiólemezét, amely 2007. október 10-től vált letölthetővé.
A lemez kétféle változatban volt elérhető. Az első a már előbb említett letöltési metódus, a másik pedig egy ún. discbox szett.
Az előbbi érdekessége, hogy az In Rainbows c. album hivatalos honlapján egy regisztráció után annyi pénzért lehetett letölteni az új lemezt, amennyiért csak szerettük volna. Legyen az 99 penny, vagy akár 99 font. Érdekes hozzáállás ez a Radiohead részéről, ugyanakkor a zeneipar szemszögéből pedig nyilvánvalóan egy érdekes kísérlet, mivel hivatalosan nem szerződött le az együttes egyetlen kiadóhoz sem.
Az utóbbi variáció – tehát a discbox – két bakelit lemezt és két normál CD-t tartalmaz. A discbox változat a normál 10 számos album mellett további nyolc számot tartalmaz a második CD-n. Ennek az ára 40 font.
Nemcsak a Radiohead-rajongók szerint nem volt komoly riválisa az In Rainbows-nak 2007-ben:
- Év lemeze 2007 – NEW YORK TIMES
- Év lemeze 2007 – NPR
- Év lemeze 2007 – NEW YORK
- Év lemeze 2007 – MOJO
- Év lemeze 2007 – BILLBOARD'S CRITICS CHOICE 2007 (BY A LANDSLIDE!!!)
- Év lemeze 2007 – NEW YORK!
- Év lemeze 2007 – MOJO!
- Év lemeze 2007 – FILTER!

Az In Rainbows 2007. december 31-től (USA: 2008. január 1.) az XL Recordings (USA: TBD Records) gondozásában is kiadásra került, Thom Yorke frontember pedig elárulta, hogy az In Rainbows "pay-what-you-want" metódusa csak egyszeri alkalom volt.
A lemez első kislemezdala a Jigsaw Falling into Place, másodikként pedig a Nude c. dalt másolták ki.
Az albumon szereplő dalt később az MTV felhasználta EXIT nevű kampányában. A dalhoz készült videó bekerült az MTV rotációjába, amely felhívja a tévénézők figyelmét a gyermekmunka problémájára. A Radiohead nyilatkozatában elárulta, hogy örülnek neki, hogy felhasználták a dalt, hiszen így az egész kampány hatékonyabb lehet, mint mondjuk, ha az együttes tagjai a kamera elé állnának és ők beszélnének.
Érdekesség, hogy a szintén ezen a lemezen szereplő House of Cards c. dalhoz a Radiohead kamerák nélkül forgatott le egy videóklipet. Helyette egy lézeres technikát alkalmaztak.

### The Best of
A Radiohead korábbi kiadója, az EMI 2008 elején bejelentette, hogy válogatáslemezt fog kiadni a Radiohead legjobb dalaiból, melynek megjelenési dátumát június elejére, azaz az együttes 2008-as turnéjának kezdetére fogják időzíteni.
A kiadvány az együttes beleegyezése nélkül jelent meg, viszont a dalok jogai a kiadónál maradtak.
Thom Yorke így nyilatkozott a válogatásról:
"Fura dolog ez a Greatest Hits kiadvány, hiszen igazából soha nem csináltunk slágereket. Olyan érzésem van ezzel kapcsolatban, mint amikor bekukkantok abba a lakásba, ahonnan már elköltöztem, és kiakadok mondjuk az új tapétán."
The King of Limbs és mellékprojektek (2009-2012)
2009 májusában a zenekar újra összeült Godrcihcsal, hogy új anyagokat rögzítsenek. Augusztusban kiadták a  Harry Patch (in memory of) single-t, mely még nem a The King of Limbs albumra készült. A dal Harry Patch-nek állít emléket, aki az I. világháború utolsó túlélő brit veteránja volt. A bevételeket a British Legion-nek ajánlották fel. A dal nem tartalmazza a jellemző instrumentális kíséretet, amit egy rock daltól várható, hanem ehelyett Greenwood vonós hangszerelése festi alá Yorke intim vokálját. Még ebben hónapban kiszivárgott egy újabb dal is These are my twisted words címmel, melyet nem kizárt, hogy maga a Radiohead szivárogtatott ki, és a következő héten ingyenesen elérhető volt az együttes weboldalán. Ez a stratégia tovább igazolja, hogy a Radiohead esetében sosem lehet tudni, hogy mi következik, és mindez olyan izgalommal tölti el a rajongókat, hogy ezért nincs is nagyon szükségük hagyományos marketing eszközökre.
Ebben az évben Yorke megalapította Atoms for Peace nevű bandáját, melyben Godrich és a Red Hot Chili Peppers basszusgitáros, Flea is játszik. Az énekes azért alapította meg a bandát, hogy az első szólólemezét, a The Eraser-t játsszák élőben, egy turné keretében. 2010-ben nyolc észak-amerikai koncertet adtak.
2010 januárjában Yorke a Radioheaddel is színpadra állt a los angeles-i Henry Fonda Színházban, mely egy egyszeri alkalom volt (abban az évben nem is adott több koncertet a Radiohead). A jegyeket aukciókon lehetett megvenni, és az adományokkal az Oxfam szervezeten keresztül Haiti-t támogatták, melyet 2010-ben egy hatalmas földrengés ért. A jegyeladásból fél millió dollár folyt be.
Phil Selway 2010 augusztusában jelentette meg első szólóalbumát, Familial címmel.
Az együttes nyolcadik albuma, a The King of Limbs 2011. február 8-án jelent meg, melyet közvetlenül a weboldalukról lehetett letölteni. Az előző, konvencionálisabb hangszerelésű albumuk után a ritmus vált a főszereplővé. Májusban az XL Recordings kiadta az album ún. "újság-album" kiadását is. Az albumot 2-300.000 példányban töltötték le a hivatalos weboldalról, a stúdió által kiadott verzió pedig 6. helyen debütált az USA Billboard 200-as listáján, az Egyesült Királyság album listáján pedig a 7. helyen. Az 54. Grammy-díjátadón 5 kategóriában jelölték. Az áprilisi Lemezboltok napján kiadtak két további dalt Supercollider és The Butcher címmel. Szeptemberben pedig egy remix album is megjelent (TKOL RMX 1234567), melyen különböző előadók értelmezték újra a dalokat.
Ahhoz, hogy élőben is elő tudják adni a The King of Limbs összetett ritmikájú számait, segítségül hívták Clive Deamer-t, aki többek között a Portishead-del és a Get the Blessinggel is dolgozott. A 2011-es Glastonbury Fesztiválon meglepetésfellépőként először játszotta élőben az együttes a The King of Limbs albumot. Augusztusban szintén Deamer segítségével rögzítettek egy újabb From the Basement koncertet, melynek elődje az In Rainbows – From the Basement sok rajongó szívébe belopta magát. A The King of Limbs: From the Basement tartalmazott két kiadatlan számot is, a The Daily Mail-t és a Staircase-t.
2012 februájában a Radiohead megkezdte legújabb észak-amerikai turnéját, mely négy év óta az első volt. 2012. június 16-án az aznapi torontói Downsview Park-ban tartott koncert kapunyitása előtt egy órával a színpad ideiglenes tetőszerkezete összedőlt. A balesetben elhunyt Scott Johnson, az együttes dobtechnikusa és három másik segítő is megsérült. Miután átszervezték a turnét, a Radiohead részvétét nyilvánította ki a következő koncertjükön. 2013-ban a Live Nation Canada Inc-et és két másik szervezetet, illetve egy tervezőt vádoltak meg, mint az eset felelőseit, 13 vádpontban. 2017 szeptemberében, több csúszás után, ejtették az ügyet. Az együttes kiadott egy elítélő nyilatkozatot ezzel kapcsolatban.

## Radiohead koncert Magyarországon
2006. augusztus 12-én, 21:30-kor léptek a Sziget Fesztivál Nagyszínpadára. Közel 55 ezren látták a koncertet, amely bekerült a rendezvény „történelemkönyvébe”, mint az egyik legfontosabb koncert.
Setlist:
1. "Airbag"
2. "The National Anthem"
3. "There There (The Boney King of Nowhere.)"
4. "15 Step"
5. "Exit Music (For a Film)"
6. "Karma Police"
7. "I Might be Wrong"
8. "Nude"
9. "Paranoid Android"
10. "No Surprises"
11. "The Gloaming (Softly Open Our Mouths in the Cold.)"
12. "How To Disappear Completely (And Never Be Found Again)"
13. "Pyramid Song"
14. "Lucky"
15. "Just"
16. "Idioteque"
17. "Street Spirit (Fade Out)"

Encore:
1. "You and Whose Army?"
2. "2+2=5 (The Lukewarm.)"
3. "Bones"
4. "Fake Plastic Trees"
5. "Everything In Its Right Place"

## Diszkográfia

### Stúdióalbumok
- 1993 – Pablo Honey
- 1995 – The Bends
- 1997 – OK Computer
- 2000 – Kid A
- 2001 – Amnesiac
- 2003 – Hail to the Thief
- 2007 – In Rainbows
- 2011 – The King of Limbs
- 2016 – A Moon Shaped Pool

## Külső hivatkozások
- Fitter Happier
- Radiohead  a  Last.fm-en
- Radiohead hírek a Music.hu-n
- Radiohead.com
- The Eraser
- Radiohead At Ease
- Green Plastic Radiohead